# Osvaldo Giuntini
Osvaldo Giuntini (ur. 24 października 1936 w São Paulo) – brazylijski duchowny rzymskokatolicki, w latach 1992–2013 biskup Marília.

## Życiorys
Święcenia kapłańskie przyjął 8 grudnia 1963. 25 czerwca 1982 został prekonizowany biskupem pomocniczym Marília ze stolicą tytularną Tunnuna. Sakrę biskupią otrzymał 12 września 1982. 30 kwietnia 1987 został mianowany koadiutorem, a 9 grudnia 1992 ordynariuszem. 8 maja 2013 przeszedł na emeryturę.